# Cyprus op het Eurovisiesongfestival 1989
Cyprus nam deel aan het Eurovisiesongfestival 1989 in Lausanne, Zwitserland. Het was de 8ste deelname van het land op het Eurovisiesongfestival. De CyBC was verantwoordelijk voor de Cypriotische bijdrage voor de editie van 1989.

## Selectieprocedure
Net zoals het jaar ervoor koos men ervoor om via een interne selectie de kandidaat en het lied aan te duiden voor het festival. Uiteindelijk koos men voor het duo Fani Polymeri & Yiannis Savvidakis met het lied Apopse as vrethoume.

## In Lausanne
In België trad Cyprus als 17de van 22 landen aan, na Spanje en voor Zwitserland. Het land behaalde een 11de plaats met 51 punten. 
Men ontving ook 1 keer het maximum van de punten.
België had geen punten over voor deze inzending,  Nederland ook geen punten.

### Gekregen punten

#### Finale
| 12 punten | 10 punten     | 8 punten     | 7 punten              | 6 punten                         |
| --------- | ------------- | ------------ | --------------------- | -------------------------------- |
| - IJsland |               | - Denemarken | - Griekenland         | - Portugal - Verenigd Koninkrijk |
| 5 punten  | 4 punten      | 3 punten     | 2 punten              | 1 punt                           |
|           | - Zwitserland | - Israël     | - Italië - Oostenrijk | - Ierland                        |

### Punten gegeven door Cyprus

#### Finale
Punten gegeven in de finale:
| 12 punten | Griekenland         |
| 10 punten | Oostenrijk          |
| 8 punten  | Zweden              |
| 7 punten  | Frankrijk           |
| 6 punten  | Italië              |
| 5 punten  | Joegoslavië         |
| 4 punten  | Spanje              |
| 3 punten  | Finland             |
| 2 punten  | Verenigd Koninkrijk |
| 1 punt    | Duitsland           |

1981 · 1982 · 1983 · 1984 · 1985 · 1986 · 1987 · 1988 · 1989 · 1990 · 1991 · 1992 · 1993 · 1994 · 1995 · 1996 · 1997 · 1998 · 1999 · 2000 · 2001 · 2002 · 2003 · 2004 · 2005 · 2006 · 2007 · 2008 · 2009 · 2010 · 2011 · 2012 · 2013 · 2014 · 2015 · 2016 · 2017 · 2018 · 2019 · 2020 · 2021 · 2022 · 2023 · 2024 · 2025